# Paleo-oceanografie
Paleo-oceanografie is de studie van de geschiedenis van de oceanen in het geologische verleden met betrekking tot circulatie, chemische samenstelling, biologische samenstelling, geologie en patronen van sedimentatie.

## Bron van informatie
De informatie is voor een groot deel afkomstig van biogene diepzeesedimenten, waardoor het vakgebied nauw verbonden is met sedimentologie en paleontologie. Paleo-oceanografisch onderzoek is ook nauw verbonden met paleoklimatologie.
Bodemkunde · Biogeografie · Biogeologie · Fysische geografie · Geoarcheologie · Geochemie · Geodesie · Geofysica · Geomorfologie · Geologie · Glaciologie · Hydrografie · Hydrologie · Klimatologie · Limnologie · Meteorologie · Mijnbouwkunde · Mineralogie · Oceanografie · Paleo-oceanografie · Paleoklimatologie · Paleontologie · Sedimentologie · Seismologie · Speleologie · Stratigrafie · Vulkanologie